# Miechów-Charsznica
Miechów-Charsznica (do czerwca 2004 Charsznica) – wieś w Polsce położona w województwie małopolskim, w powiecie miechowskim, w gminie Charsznica.
| SIMC    | Nazwa      | Rodzaj    |
| ------- | ---------- | --------- |
| 0233603 | Działki    | część wsi |
| 0233610 | Szarkowiec | część wsi |
| 0233626 | Witówka    | część wsi |

Do 1954 roku siedziba gminy Chodów. W latach 1975–1998 miejscowość administracyjnie należała do województwa kieleckiego.
Miejscowość jest siedzibą gminy Charsznica. Znajduje się tu stacja kolejowa Charsznica.
W latach 1916–1993 obok stacji kolejowej w Charsznicy, swój początek miała wąskotorowa linia kolejowa prowadząca do podkrakowskiego Kocmyrzowa. Ruch pasażerski zlikwidowano w 1985 roku. Obie stacje do czasu uruchomienia linii kolejowej Tunel – Kraków przez miasto Miechów, nosiły nazwę Miechów.
W „Zakładach Przemysłowych Stanisław Zagrodzki i Antoni Malatyński Miechów-Charsznica” pracował Stanisław Winiarski, kawaler Orderu Virtuti Militari.
Na terenie wsi mieści się kościół i parafia rzymskokatolicka pod wezwaniem Matki Bożej Różańcowej, należąca do dekanatu miechowskiego diecezji kieleckiej oraz cmentarz parafialny. Działa również założony przez księdza Ludwika Michalika dom pomocy społecznej „CARITAS” diecezji kieleckiej.
Jest też zbór Świadków Jehowy (Sala Królestwa).
We wsi funkcjonuje przedszkole samorządowe oraz szkoła podstawowa im. Antoniego Malatyńskiego.
Po powstaniu warszawskim 5 października 1944 dotarł do Charsznicy pociąg z mieszkańcami stolicy. Warszawiacy zostali rozlokowani u mieszkańców okolicznych wiosek.
Na Wielkanoc 1977 roku powstała orkiestra dęta, a 26 czerwca 1982 Ochotnicza Straż Pożarna. Doceniając zasługi kapłana decyzją rady gminy Charsznicy w 2008, placowi przy ulicy Młyńskiej między kościołem, domem opieki i budynkiem usługowym, nadano nazwę „plac im. księdza Ludwika Michalika”.
Nazwa gminy Charsznica powstała od ówczesnej (1973 rok) nazwy siedziby gminy, Miechowa-Charsznicy (Charsznica), nie od wsi Charsznica, której ówczesna nazwa brzmiała Charsznica-Wieś. Do oryginalnego nazewnictwa miejscowości powrócono w czerwcu 2004, kiedy to Charsznica stała się ponownie Miechowem-Charsznicą, a Charsznica-Wieś Charsznicą; nazwy gminy jednak nie zmieniono.
W dokumencie spisanym w 1917 roku, zamiast nazwy Miechów-Charsznica pojawia się nazwa Poczta Miechów. Związane to było z brakiem stacji kolejowej w Miechowie, dla którego do okresu międzywojennego Charsznica stanowiła dostęp do linii kolejowej. Wśród starszych mieszkańców, jeszcze na początku XXI wieku, na miejscowość mówiono Stacja.
W miejscowości i regionie produkuje się dużo warzyw, w szczególności kapusty. 27 września 1998 r. Charsznica ogłosiła się „Kapuścianą Stolicą Polski”.